# トレーディングスタンプ
トレーディングスタンプ（trading stamp）とは、小売業者が、販売促進のために、商品を購入した顧客に対して購入額に応じて配布するクーポンであり、一定量集めると量に応じた商品などと交換することができる。トレーディングスタンプを利用した販売促進サービスは共通スタンプサービスとも呼ばれ、ポイントサービスの一種に当たる。

## システムの概要
スタンプは通常、小型の郵便切手のような形状をしていて、目打で1枚ずつ切り離されるようになっており、裏面には糊が塗られている。小売業者が購入者にスタンプを配布する際には、購入額に応じた枚数を目打ちに沿って切り離して渡す。購入者は、スタンプを無料で配布される専用台紙に貼って管理する。これにより、小型で、何枚かがつながった不定形の状態で配布されるスタンプの散逸を防ぐことができると同時に、収集したスタンプの量が分かりやすくなるという利点がある。
スタンプはサービス運営会社が発行し、同一の運営会社のスタンプであれば、異なる小売業者が配布したものであっても共通に使用することができる。ただし、サービス運営会社ではなく、商店街などで発行する小規模なものもある。
スタンプを商品などに交換する際には、交換可能な商品と、交換に要するスタンプの枚数（通常は、台紙の冊数単位で表示される）とが記載されたカタログを参照して、交換を希望する商品を選択し、相当量の台紙をサービス運営会社に送付する。

## 歴史
トレーディングスタンプは1896年にアメリカのスペリー&ハッチンスン社（後のS&Hグリーンスタンプ社）が開発したとされる。その後、ガソリンスタンドやスーパーマーケットの普及といった生活様式の変化に伴って、トレーディングスタンプのシステムも広まり、米国では1930年代から1960年代にかけて最盛期を迎えた。
日本では、1958年に現在のグリーンスタンプの前身の丸善商店が長野県で「マルエムサービス券」というトレーディングスタンプを発行したのが草分けで、1963年には、日本を代表する共通スタンプサービスであるブルーチップスタンプ（現ブルーチップ）とグリーンスタンプが相次いで設立され、後に設立されたギフトボンドスタンプなどと全国に広まった。
しかし、トレーディングスタンプは配布や管理に手間がかかるため、1990年頃から、コンピュータの普及に伴い、トレーディングスタンプに代わってポイントカードが利用されるようになっており、サービス運営会社もポイントカード・サービスへと移行している。